# Andrej Bobrov
Andrej Joerjevitsj Bobrov (Russisch: Андрей Юрьевич Бобров) (Omsk, 13 juli 1964) is een voormalig Russisch langebaanschaatser.
Andrej Bobrov verscheen als een komeet in de internationale schaatssport. In 1983 werd hij wereldkampioen bij de junioren en aan het eind van dat jaar kwam hij aan de top van de Adelskalender, hiermee was hij de jongste lijst aanvoerder sinds Per Ivar Moe in 1964. Deze opmerkelijke prestatie was echter het laatste wapenfeit van de jonge Bobrov. Bij internationale kampioenschappen kwam hij nog in actie op de EK's van 1984 (13e plaats) en 1985 (10e) en tijdens de Olympische Winterspelen van 1988. Op de Olympische 1500 meter kwam Bobrov door toedoen van zijn Zweedse tegenstander Karlberg ten val. Hij mocht overrijden maar miste de kracht om hoger te eindigen dan de 35e plaats.
Nationaal nam hij twee keer plaats op het erepodium bij de allroundkampioenschappen van de Sovjet-Unie, in 1984 werd hij derde en in 1990 tweede.
Andrej Bobrov komt voor in het verhaal 'De fatale bocht' van Betty van Gils in het tijdschrift Zwart IJs van januari 2001.

## Adelskalender
Van 28 december 1983 tot 23 maart 1984 was Andrej Bobrov aanvoerder van de Adelskalender. Daarmee heeft hij 86 dagen aan de top van de lijst gestaan.
Hieronder staan de persoonlijke records (PR's) waarmee Andrej Bobrov aan de top van de Adelskalender kwam en de PR's die hij had staan toen hij van de eerste plek verdreven werd. Tevens zijn de gegevens weergegeven van de schaatsers die voor en na hem aan de top van de lijst stonden.
| Datum      | 500 m | 1500 m  | 5000 m  | 10.000 m | Punten  | Voorganger / Opvolger |
| ---------- | ----- | ------- | ------- | -------- | ------- | --------------------- |
| 27-12-1983 | 37,6  | 1.53,70 | 6.55,43 | 14.25,29 | 160.307 | Viktor Sjasjerin      |
| 28-12-1983 | 38,0  | 1.53,22 | 6.58,59 | 14.05,91 | 159.894 |                       |
| 23-03-1984 | 37,59 | 1.53,70 | 6.49,15 | 14.25,29 | 159.669 | Viktor Sjasjerin      |

## Resultaten
| jaar | EK Allround | Olympische Spelen | WK Allround | WK Junioren |
| ---- | ----------- | ----------------- | ----------- | ----------- |
| 1983 |             |                   |             | Goud        |
| 1984 | 13e         |                   |             |             |
| 1985 | 10e         |                   |             |             |
| 1986 |             |                   |             |             |
| 1987 |             |                   |             |             |
| 1988 |             | 35e 1500m         |             |             |

### Medaillespiegel
| kampioenschap | goud · | zilver · | brons · |
| ------------- | ------ | -------- | ------- |
| WK Junioren   | 1      | 0        | 0       |

Rudolf Ericson · Peder Østlund · Jaap Eden · Oscar Mathisen · Ivar Ballangrud · Michael Staksrud · Åke Seyffarth · Nikolaj Mamonov · Hjalmar Andersen · Boris Sjilkov · Dmitri Sakoenenko · Juhani Järvinen · Knut Johannesen · Jonny Nilsson · Per Ivar Moe · Eduard Matoesevitsj · Ard Schenk · Kees Verkerk · Magne Thomassen · Hans van Helden · Vladimir Lobanov · Jan Egil Storholt · Sergej Martsjoek · Vladimir Belov · Eric Heiden · Viktor Sjasjerin · Andrej Bobrov · Nikolaj Goeljajev · Michael Hadschieff · Eric Flaim · Johann Olav Koss · Falko Zandstra · Rintje Ritsma · Gianni Romme · Jochem Uytdehaage · Chad Hedrick · Sven Kramer · Shani Davis · Patrick Roest